# Orquestra Sinfônica de Rio Preto
A Orquestra Sinfônica de São José do Rio Preto  (OSSJRP) é uma orquestra existente na cidade de São José do Rio Preto, em São Paulo. Atualmente a OSSJRP é constituída como associação sem fins lucrativos, e tem como principal ideal promover a cultura musical dando prioridade para os talentos locais, justificando assim seu próprio nome. 

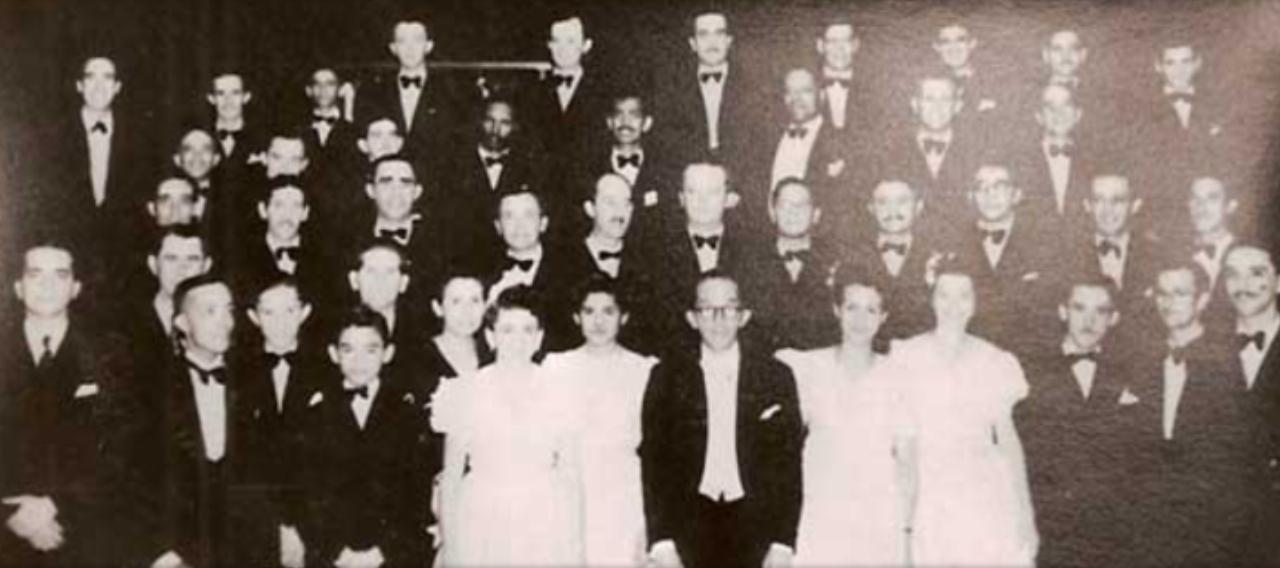
Composição original da orquestra em 12/01/1942.

## História
A Orquestra Sinfônica de São José do Rio Preto (OSSJRP) fez seu primeiro concerto em 12/01/1942, mesmo ano em que foi fundada, no Cine Teatro Rio Preto. Os esforços do violinista Luiz Biela de Souza Valle, o Violoncelista Artur Ranzini e o flautista Deocleciano de Souza Viana foram fundamentais para a criação da orquestra, sendo Ranzini prontamente empossado como Maestro Titular e Biela como Spalla. Em 1952, o Flautista Viana compôs o Hino Oficial do Município.
Na década de 1970 a OSSJRP foi sede de um grande projeto do governo do estado de São Paulo intitulado "Núcleos Orquestrais do Interior Paulista", sendo nessa época subsidiada pelo estado de São Paulo e pelo município de São José do Rio Preto. Porém, depois de um período, o projeto não teve continuidade. Na década de 1980, a OSSJRP foi municipalizada, mas em pouco tempo foi revogada a condição. Mesmo com todas as dificuldades, a OSSJRP tem recebido elogios dentro do Brasil e mesmo no exterior. 
Apresentaram-se junto à OSSJRP os maestros e solistas Artur Ranzini, Gianella di Marco, Benito Juarez, José Viegas Neto, José de Souto Cirne, Dario Sotelo, Welson Tremura,  Rafael Fuchigami, Antônio de Sousa, Ana Poloto, Cláudio Colmanet, Pio Sagrillo, Gilmar de Assis, Marcos Fregnani-Martins, Araceli Chacon, Fernando Manivela, Tony e Kleber, Luiz Carlos Ribeiro, Roberto Farat, entre outros. 

## Curiosidades
A Sinfônica de Rio Preto foi criada por iniciativa direta de um grupo de músicos e não por decreto do poder público, como aconteceu com a maioria das orquestras. Em 2016, foi declarada como de utilidade pública por lei do estado de São Paulo. Em 2020 foi tombada como patrimônio histórico por lei municipal.